# Nathan Cayo
Pour les articles homonymes, voir Cayo.
Nathan Cayo, né le 27 octobre 1997 à Montréal, est un joueur professionnel canadien de basket-ball évoluant au poste d'ailier.

## Biographie

### Carrière junior
Nathan Cayo a fréquenté l'université de Richmond où il a joué pour les Spiders de Richmond de 2017 à 2022. Lors de sa première année, il obtient des moyennes par match de 2,3 points et 1,7 rebond. Lors de sa deuxième année, il inscrit 12,9 points, soit une progression de 10,6 points, ce qui représente la meilleure progression des Spiders depuis Kevin Eastman en 1975. Lors de sa troisième saison, il termine meilleur marqueur de son équipe avec une moyenne de 8,9 points par match. Lors de sa quatrième saison, il inscrit 12,2 points par match et il est nommé MVP of Bluegrass Showcase et Atlantic 10 Co-Player of the Week pour ses performances contre les Eagles de Morehead State et les Wildcats du Kentucky. Enfin, lors de sa dernière saison, il inscrit 9,1 points par match.

### Carrière professionnelle
En 2022, Nathan Cayo s'engage avec l'Alliance de Montréal dans la Ligue élite canadienne de basketball. Au moment de sa signature, il déclare : "C'est un honneur de jouer professionnellement à Montréal, dans la ville où j’ai grandi et appris à jouer au basketball. J'adore jouer devant les meilleurs partisans au Canada et dans la meilleure ville au pays.".
En septembre 2022, il rejoint le championnat polonais en s'engageant avec l'Astoria Bydgoszcz pour la saison 2022-2023. Il dispute 30 matchs pour des moyennes par match de 8,9 points et 4,4 rebonds. En mars 2023, il signe de nouveau avec l'Alliance de Montréal pour la saison 2023 de la Ligue élite canadienne de basketball.
En octobre 2023, il rejoint le camp d'entraînement des Hustle de Memphis, l'équipe de NBA Gatorade League (G-League) affiliée aux Nuggets de Denver. Puis il est retenu dans le roster pour la saison 2023-2024. Il fait ses débuts le 12 novembre 2023 face aux Vipers de Rio Grande Valley en jouant 15 minutes pour 4 points et 2 rebonds. Le 23 janvier 2024, il est coupé par Memphis après avoir disputé seulement 9 matchs. Le 2 mars 2024, il rejoint les Clippers de l'Ontario pour la fin de la saison de G-League.
En mars 2024, il s'engage avec les River Lions de Niagara pour la saison 2024 de la Ligue élite canadienne de basketball. Il remporte la saison grâce à la victoire des siens en finale face aux Bandits de Vancouver.
Le 13 septembre 2024, il s'engage avec Manchester Basketball dans la Super League Basketball pour la saison 2024-2025.

## Palmarès et Distinctions

### Palmarès
- Vainqueur de la Ligue élite canadienne de basketball avec les River Lions de Niagara (2024)

### Distinctions personnelles
- MVP of Bluegrass Showcase (2021)
- Atlantic 10 Co-Player of the Week (2021)

## Statistiques

### En universitaire
| Gras/Meilleures performances | [ 13 ] |

| Saison    | Équipe   | Matchs | Titul. | Min./m | % Tir | % 3pts | % LF | Rbds/m. | Pass/m. | Int/m. | Ctr/m. | Pts/m. |
| --------- | -------- | ------ | ------ | ------ | ----- | ------ | ---- | ------- | ------- | ------ | ------ | ------ |
| 2017-2018 | Richmond | 32     | 2      | 12,7   | 43,9  | 0      | 59,3 | 1,7     | 0,4     | 0,3    | 0,4    | 2,3    |
| 2018-2019 | Richmond | 33     | 33     | 31,4   | 59,9  | 50,0   | 57,7 | 4,2     | 1,8     | 0,8    | 0,8    | 12,9   |
| 2019-2020 | Richmond | 30     | 30     | 25,6   | 55,6  | 0      | 79,8 | 5,3     | 0,9     | 0,7    | 0,5    | 8,9    |
| 2020-2021 | Richmond | 23     | 22     | 30,3   | 51,2  | 40,0   | 72,2 | 4,4     | 1,3     | 0,8    | 0,3    | 12,2   |
| 2021-2022 | Richmond | 37     | 37     | 26,6   | 55,7  | 0      | 46,5 | 4,4     | 1,8     | 0,5    | 0,4    | 9,1    |
| Total     | Total    | 155    | 124    | 25,1   | 55,2  | 21,1   | 62,4 | 4,0     | 1,3     | 0,6    | 0,5    | 8,9    |

### En NBA Gatorade League
| Gras/Meilleures performances | [ 14 ] |

#### En Showcase Cup
| Saison    | Équipe  | Matchs | Titul. | Min./m | % Tir | % 3pts | % LF | Rbds/m. | Pass/m. | Int/m. | Ctr/m. | Pts/m. |
| --------- | ------- | ------ | ------ | ------ | ----- | ------ | ---- | ------- | ------- | ------ | ------ | ------ |
| 2023-2024 | Memphis | 7      | 0      | 7,1    | 28,6  | 12,5   | 0    | 1,0     | 0,3     | 0,1    | 0,1    | 1,3    |
| Total     | Total   | 7      | 0      | 7,1    | 28,6  | 12,5   | 0    | 1,0     | 0,3     | 0,1    | 0,1    | 1,3    |

#### En saison régulière
| Saison    | Équipe  | Matchs | Titul. | Min./m | % Tir | % 3pts | % LF | Rbds/m. | Pass/m. | Int/m. | Ctr/m. | Pts/m. |
| --------- | ------- | ------ | ------ | ------ | ----- | ------ | ---- | ------- | ------- | ------ | ------ | ------ |
| 2023-2024 | Memphis | 2      | 0      | 9,5    | 50,0  | 0      | 100  | 1,0     | 1,0     | 0      | 0,5    | 2,0    |
| 2023-2024 | Ontario | 6      | 0      | 5,0    | 25,0  | -      | -    | 1,0     | 0       | 0,5    | 0      | 0,5    |
| Total     | Total   | 6      | 0      | 6,5    | 33,3  | 0      | 100  | 1,0     | 0,3     | 0,3    | 0,2    | 1,0    |